# Fekete
Fekete ist ein ungarischer Familienname, entsprechend dem deutschen Familiennamen Schwarz.

## Namensträger
- Ádám Fekete (Fußballspieler) (* 1988), ungarischer Fußballspieler
- Ádám Fekete (Kanute) (* 1994), ungarischer Kanute
- Ádám Fekete (Handballspieler) (* 2002/2003), ungarischer Handballspieler
- Alfred Fekete (1879–1924), österreich-ungarischer Schriftsteller und Drehbuchautor
- Alfréd Fekete (* 1964), ungarischer Fußballspieler
- Antal Fekete (1932–2020), ungarischer Mathematiker und Ökonom
- Árpád Fekete (1921–2012), ungarischer Fußballspieler und -trainer
- Attila Fekete (* 1974), ungarischer Fechter
- Balint Fekete (* 1995), ungarischer Handballspieler
- Béla Fekete, ungarischer Handballspieler
- Benedek Szabolcs Fekete (* 1977), ungarischer Geistlicher, Weihbischof in Szombathely
- Dániel Fekete (* 1982), ungarischer Eishockeyspieler
- Dávid Fekete (* 1996), ungarischer Handballspieler
- Esteban Fekete (1924–2009), deutsch-argentinischer Maler, Zeichner und Holzschneider
- Fédra Fekete (* 1998), ungarische Hochspringerin
- Franz Fekete (1921–2009), österreichischer SS-Hauptscharführer, Politiker (SPÖ), Bürgermeister von Kapfenberg (1963–1987)
- Gábor Fekete (* 1997), ungarischer Handballspieler
- Gyula Fekete (1922–2010), ungarischer Schriftsteller
- Ibolya Fekete (* 1951), ungarische Filmregisseurin und Drehbuchautorin
- Ilona Fekete (* 1926), ungarische Leichtathletin
- Imre Fekete (1906–1945), ungarischer Leichtathlet
- Iosif Fekete (1903–1979), rumänisch-ungarischer Bildhauer
- István Fekete (1900–1970), ungarischer Schriftsteller
- Jan Fekete (* 1958), slowakischer Künstler
- Jenő Fekete (1910–??), ungarischer Fußballspieler
- János Fekete (1918–2009), ungarischer Bankmanager
- Jeremy J. P. Fekete (* 1960), Schweizer Dokumentarfilmer
- József Fekete (1923–1987), ungarischer Turner
- Judit Fekete (Volleyballspielerin) (Judit Fekete-Hazsik; * 1944), ungarische Volleyballspielerin
- Judit Fekete (Schauspielerin), ungarische Schauspielerin
- Julius Fekete (* 1949), slowakischer Kunsthistoriker
- Kornél Fekete-Kovács (* 1970), ungarischer Jazztrompeter
- Ladislaus Bus-Fekete (auch László Bús-Fekete, Leslie Bush-Fekete; 1896–1971), ungarisch-amerikanischer Drehbuchautor
- Lajos Fekete (1891–1969), ungarischer Turkologe
- László Fekete (Fußballspieler, 1950) (* 1950), ungarischer Fußballspieler
- László Fekete (Fußballspieler, 1954) (1954–2014), ungarischer Fußballspieler
- László Fekete (Kraftsportler) (* 1958), ungarischer Kraftsportler
- László Fekete (Fußballspieler, 1981) (* 1981), ungarischer Fußballspieler
- Lehel Fekete (* 1957), kanadischer Fechter
- Leó Fekete (1885–1970), ungarischer Fußballspieler
- Mary Bush-Fekete (1905–1985), ungarisch-amerikanische Schriftstellerin, siehe Maria Fagyas
- Michael Fekete (1886–1957), ungarischer Mathematiker
- Mihály Fekete (Leichtathlet) (1894–1991), ungarischer Leichtathlet
- Miklós Fekete (1892–1917), ungarischer Fußballspieler
- Miroslav Fekete (* 1957), tschechischer Fußballspieler
- Nicholas Fekete (* 1962), kanadischer Moderner Fünfkämpfer
- Peter Fekete, ungarischer Fußballspieler
- Róbert Fekete (Handballspieler, 1968) (* 1968), ungarischer Handballspieler
- Róbert Fekete (Fußballspieler, 1971) (* 1971), ungarischer Fußballtorhüter
- Róbert Fekete (Fußballspieler, 1984) (* 1984), ungarischer Fußballspieler
- Róbert Fekete (Handballspieler, 1997) (* 1997), rumänischer Handballspieler
- Sándor Fekete, ungarischer Handballspieler
- Sára Fekete (* 1991), ungarische Badmintonspielerin
- Thomas Fekete (* 1995), schweizerisch-brasilianischer Fußballspieler
- Tomas Fekete (* 1985), tschechischer Fußballspieler
- Vladimir Fekete (* 1955), slowakischer Ordensgeistlicher, Apostolischer Präfekt von Aserbaidschan